# Departamento de Goya
Departamento de Goya är en kommun i Argentina.   Den ligger i provinsen Corrientes, i den nordöstra delen av landet, 600 km norr om huvudstaden Buenos Aires. Antalet invånare är 87 349. Arean är 4,7 kvadratkilometer.
Terrängen i Departamento de Goya är mycket platt.
Trakten runt Departamento de Goya består huvudsakligen av våtmarker. Runt Departamento de Goya är det glesbefolkat, med 19 invånare per kvadratkilometer.